# Linochilus tenuifolius
Linochilus tenuifolius es una especie planta con flor de la familia Asteraceae. Es endémica de Colombia.

## Taxonomía
Linochilus tenuifolius fue descrita por José Cuatrecasas Arumí bajo el nombre de Diplostephium tenuifolium en Caldasia 2(8): 211-212. 1943.
En 2017, Vargas et al demostraron en un estudio filogenético que el género Diplostephium sensu Cuatrecasas es bifiletico, consistiendo de dos clados. Un grupo monofiletico de Diplostephium sensu lato distribuido principalmente en los Andes del Norte y hermano del clado que comprende a Blakiella, Hinterhubera y Laestadia. El segundo clado distribuido principalmente en los Andes Centrales, Diplostephium sensu stricto forma un clado con Parastrephia. D. tenuifolius pertenece al primer clado y hace parte de la Serie Denticulata.
En 2018, Oscar M. Vargas reinstauró el género Piofontia y transfirió a este las especies de Diplostephium del clado de los Andes del Norte. En la cual se realizó una nueva combinación para Diplostephium tenuifolium siendo ahora Piofontia tenuifolia.
En 2019, Patricio Saldivia y Oscar M. Vargas realizaron 59 nuevas combinaciones para el género Linochilus, debido a que este tiene prioridad sobre el género Piofontia. Las 60 combinaciones hechas para Piofontia fueron listadas como sinónimos. Por lo tanto el nombre válido actualmente es Linochilus tenuifolius.

## Descripción
Árbol de hasta 10 m de altura. Ramas terminales densamente cinéreo-tomentosas. Hojas alternas; pecíolo tenue; lámina oblongo-elíptica; ápice redondeado, mútico o brevemente mucronado; base atenuada; en el haz colro verde ocre, glabra; nervio medio prominente, 8-14 pares de nervios secundarios apenas conspicuos; el envés densamente tomentoso aracnoideo; margen levemente revoluta a menudo con dientes agudos. Las inflorescencias son panículas terminales; pedúnculo y ramas cinéreo-tomentosas; brácteas lineares tomentosas, agudas. Capítulos radiados; involucro cilíndrico; filarias 6-radiadas, las del medio linear-lanceoladas, las exteriores ovado-lanceoladas obtusas, las inferiores agudas, ocráceas o fuscas en el ápice. Flores exteriores femeninas liguladas; corola con un tubo floral densamente piloso-glanduloso, lígula obovada, obtusa tridentada, brevemente papilosa; estilo tan largo como la lígula; estigma con ramas lineales; ovario trígono villoso, glanduloso; papus albo-ocráceo, setas finas y agudas. Flores de disco hermafroditas; corola tubulosa-acampanada con 5 lóbulos triangulares; tubo densamente piloso; ovario linear elongado, hispido; papo albo-ocráceo, setas pilosas agrandadas hacia el ápice; ramas del estigma lineal-elongadas, pelos crasos patentes.

## Distribución
L. tenuifolius es endémica de Colombia, se distribuye en la Cordillera Oriental en los siguientes departamentos: Boyacá, Cesar, Cundinamarca, La Guajira, Meta y Santander, en un rango altitudinal de 2200-3900 m s. n. m.